# .ad
Pour les articles homonymes, voir AD.
.ad est le domaine de premier niveau national (country code top level domain : ccTLD) réservé à l'Andorre. Il est administré par le Service de télécommunications d'Andorre (Servei de Telecommunications d'Andorra).